# (13722) Campobagatin
(13722) Campobagatin (1998 QO54) – planetoida z grupy pasa głównego asteroid okrążająca Słońce w ciągu 4,25 lat w średniej odległości 2,62 j.a. Odkryta 27 sierpnia 1998 roku.